# ジオング
ジオング (ZEONG) は、「ガンダムシリーズ」に登場する架空の兵器。有人操縦式の人型兵器「モビルスーツ (MS)」のひとつ。初出は1979年のテレビアニメ『機動戦士ガンダム』。
作中の敵側勢力であるジオン公国軍の試作機で、特殊な素養を持つ「ニュータイプ」のパイロットに対応した操縦および火器管制システム「サイコミュ」を標準装備する。劇中では両脚のない状態で、代わりに大型の推進器を内蔵している。物語終盤にシャア・アズナブルが搭乗し、主人公アムロ・レイが搭乗するガンダムと死闘を繰り広げる。
のちに脚部を装備した状態である「パーフェクトジオング」も設定され、全高は当時の標準的なMSの約2倍にも達する。本記事では、これら外伝作品に登場するバリエーション機などについても解説する。

## デザイン
総監督の富野喜幸が第1ラフ稿、原画マンの板野一郎が第2ラフ稿を起こし、それをもとにメカデザイナーの大河原邦男が決定稿を描いたが、第1ラフ稿の時点で基本デザインは完成している。

## 設定解説
一年戦争末期、ジオン公国軍はニュータイプを兵器として投入するため、サイコミュ・システムを搭載したMSの開発を計画する。計画案は仮の型式番号として "MS-16X" で承認され、先行して「ジオング」の名称も付けられている。これについては、究極のMSにジオン公国の名を冠することによる国民の士気高揚を意図するものとする説、公国の基本理念である「ニュータイプの発現」を証明するMSとして開発されたためとする説、公国軍における次世代MSとなることを祈念したとする説がある。
サイコミュ・システムの試作に関しては、当面のデータ収集とビーム兵器のテストを兼ね、中型戦闘機、MAブラウ・ブロ、そしてサイコミュ試験用ザク（のちにサイコミュ高機動試験用ザクに改修）の3つの母機が用意されている。このうちサイコミュ試験用ザクと本機の開発は「ビショップ計画」のコードネームで、総帥直属の本国防空本隊の誘導兵器開発部の管理下で進行する。
機体各部に計13門ものメガ粒子砲を装備するためにジェネレーターは大型化され、通常のMSの3.8倍ものキャパシティで設計がおこなわれている。また、純粋な宇宙戦用として通常は歩行ユニット（脚部）は搭載されず、代わりに可変式のメイン・ロケット・モーターが搭載されている。陸戦用の歩行ユニットを装着する場合は、このユニットごと交換する。腰部スカートが大型化されて大推力エンジンが集中されており、脚部装着時はこちらがメイン・スラスターとなる。
サイコミュ（高機動）試験用ザクによるデータ収集が進むうち、本機の制式な型式番号として "MSN-02" が与えられる。しかし、A級ニュータイプであるララァ・スンの出現と、それにともなう無線誘導サイコミュの完成により、本機は完成直前にプロジェクト・チームの一部を残してア・バオア・クーの本国防空隊の工廠に預けられ、一般兵士用として研究が続行される。搭載されたサイコミュに適合するパイロットが得られないまま、空間戦闘やビームの試射といった実用試験がおこなわれるが、その後のア・バオア・クー防衛戦では、稼働状態にあった3機のうち1号機がシャアによる搭乗で実戦参加している。残りは工廠内にて大破・消失したといわれ、擱座状態で発見された機体は戦後の調査で2号機とされる。

### コックピット
本機のコックピットは胸部と頭部の2か所に設置されており、胸部のものが機体制御用、頭部のものが射撃およびサイコミュ用として、非ニュータイプの兵士2名がそれぞれ搭乗しての複座運用も可能。ニュータイプが搭乗する場合は頭部からすべての制御が可能となるが、試作機ゆえか機体の起動や初期設定などは胸部でおこなう必要があるともいわれる。2つのコックピットは連絡通路（往還用チューブ）で結ばれており、劇中で移動する描写はないもののシャア・アズナブル大佐が胸部から搭乗して頭部へ移乗している（なお、胸部を撃ち抜かれた直後に本機の識別信号は途絶えている）。
また、頭部は本体から分離することにより、メガ粒子砲1門を備えた小型MAとしても運用が可能である。これによってパイロットの生存率が高まるほか、パイロットの技量次第ではMS1機分の戦力になるという。分離後の実用稼働時間は10分に満たないとされるが、再結合すればプロペラントやメガ粒子砲のチャージが可能である。

### 脚のないデザイン
実戦参加した機体は、劇中のギレン・ザビには「未完成品」と呼ばれ、キシリア・ザビによれば「80パーセントしか完成していないようだが」とされる。これについては、上腕部の装甲や脚部ユニットが装備されていないためともいわれるが、前述の通り宇宙用として脚部ユニットのない状態は通常の仕様であり、劇中で搭乗するシャアに「80パーセント？　冗談じゃありません、現状でジオングの性能は100パーセント出せます」（シャアに「脚が付いてない」と言われて）「あんなもの飾りです。偉い人にはそれが分からんのですよ」と述べたリオ・マリーニの台詞は方便ではないとされる。
なお、アニメ『機動戦士ガンダム』総監督の富野が後年にアニメ『ファースト・ガンダム』そのもののダイジェスト版として著した小説『密会〜アムロとララァ』では、本機は足が装備されていないことによりむしろ性能は良くなっているとされるが、シャアはMSが「人型」である意味、すなわち有機体が創造した究極の形であることを知っているため、本機の形状に不安があったとしている。

### 武装
両腕の肘から先が分離し、オールレンジ攻撃が可能な5連装メガ粒子砲2基が主兵装である。当初は無線誘導式が試みられるが、ほとんどのパイロットが有効レベルのサイコミュ・システムを操作しきれないことから、サイコミュ試験用ザクを継承した有線誘導式が採用され、ブラウ・ブロのデータをもとに小型・高機動化がなされている。指先がそれぞれ砲口になっており、究極的には片腕で5つの目標を別々に狙うことも可能であるという。本体とビーム砲をつなぐ数キロメートルにおよぶケーブルは、敵機に切断されることを想定して予備が2-3本セットされているといわれるが、再結合の方法などは不明である。
ほかに頭部（人間の口に相当する部分）に1門、腰部に2門のメガ粒子砲が装備されており、これらもサイコミュでコントロールされる。腰部メガ粒子砲の砲身はそれなりの自由度があり、対地・対空兵器としても使用が可能。なお、本機のメガ粒子砲はすべてキアM-33Eをベースにしている。

### 劇中での活躍
テレビ版『機動戦士ガンダム』第42話・第43話にて描かれた一年戦争最後の決戦、ア・バオア・クー戦においてジオン軍の最終MSとして登場。先の戦闘でガンダムに乗機のゲルググを中破させられて使用できないシャア・アズナブルは、キシリア・ザビからパイロットの決まっていない本機を託される。シャアはブラウ・ブロとの関連性に言及し、キシリアはエルメスのサイコミュを部分的に取り入れた機体だと説明している。
本機に与えられたキシリアの命令は、ア・バオア・クー要塞Sフィールドに出現した連邦軍艦隊を、第34MS隊と共に迎撃することである。最初はジオングに不慣れなためにシャアの焦る描写が描かれ、テレビ版ではナレーションでもその際における彼の心理状態が語られている。そんな状態のシャアが搭乗したにもかかわらず、本機はMS18機を撃破して戦艦4隻を撃沈するという戦果を挙げる。
その後にガンダムと交戦するが、その最中にシャアはガンダムを見失い、同機が血路を開くのを許してしまったため、連邦軍艦隊の撃滅という本来の任務は果たせていない。連邦軍MS隊が要塞に取りついたのち、本機とガンダムは本格的に交戦する。本機はビーム・ライフルが4発命中してもなお戦闘を続行する耐久力を見せるが、頭部ユニットのみになりながらもア・バオア・クー内で相討ちとなり、破壊される。しかし、爆発直前に脱出していたシャアは、ア・バオア・クー内にてアムロとの生身の対決になだれ込む。
OVA『機動戦士ガンダム戦記 アバンタイトル』では、第34MS隊のエリク・ブランケ少佐（ゲルググ搭乗）の視点によるジオングとガンダムの戦いが描かれている。エリクは本機に足がないことに驚き、「あれで正解なんだ」と呟く。戦闘突入後、ジオングはサラミス1隻、ジム3機、ボール4機を撃墜し、ガンダムと交戦している。この戦闘は、シャアがガンダムを見失って連邦軍MS隊がア・バオア・クーに取りついた直後に相当する。
スマートフォンゲームアプリ『機動戦士ガンダム U.C. ENGAGE』のイベント「アムロシャアモード」では、損傷の程度は不明だが頭部ユニットは大破しておらず、シャアはキシリア殺害後ふたたびこれに搭乗してア・バオア・クーを脱出し、グワジン級戦艦に収容される。
富野による『機動戦士ガンダム』の構想案「トミノメモ」では、ニュータイプ戦士ゴラが搭乗してガンダムと戦い、撃墜される。
漫画『機動戦士ガンダム THE ORIGIN』では、ギレン・ザビが極秘に開発し、自らへの忠誠心を見せる約束でシャアに与えている。コックピットは首周りの1か所のみと設定が変更されており、分離時には頭部と首周りが一体となっている。展開自体はアニメ版と大きく変わらない。
漫画『機動戦士クロスボーン・ガンダム スカルハート』に収載された「バカがボオルでやってくる！」では、ジオングの大型化の理由を「ソロモン戦で確認された浮遊する巨大なガンダムの頭部から逆算された大きさの『ガンダム』に対抗するためという噂」として描かれている。

## バリエーション

### パーフェクトジオング
メカニックデザイン企画『モビルスーツバリエーション (MSV)』で設定された、脚部ユニットを装着したジオング。「ジオング（完成機）」とも表記され、「パーフェクトジオング」の名称は俗称とされる。
足裏のスラスターは、宇宙用の可変式メイン・ロケット・モーターの同等品であり、総推力などはほとんど変わらない。脚部の装着により、重量の増加を補って余りあるプロペラントと、通常のMSの全高に匹敵するリーチをもつAMBACユニット兼スラスター・ユニットが搭載されることになり、その機動性は通常のMSはおろか、MAを含むジオン軍の機動兵器のすべてをも上回るとされる（頭頂部までの高さに至っては通常型MSの2倍になった）。ただし、それに耐えうる装甲材やアクチュエーター、さらにはパイロットが存在するかは非常に疑わしいとされる。また、腕部と同様に脚部にもサイコミュ誘導端末を装備するプランもあったとする説もあるという。
脚部ユニットは製作中の状態でア・バオア・クーの工廠にあったが（1機分という説もある）、2-3号機とともに消失している。
劇中での活躍
漫画『機動戦士ガンダム C.D.A. 若き彗星の肖像』では、宇宙世紀0083年3月7日にアクシズからサイド3視察に出発したシャアら一行が立ち寄った、ゼブラゾーンに位置するジオン残党の拠点アムブロシアに秘匿されていた3号機が登場。一年戦争時のア・バオア・クー陥落直後の混乱に乗じて同機の部品の約8割を回収し、アムブロシアで不足部分をおぎない完成にこぎつけている。メカニック担当はア・バオア・クーでシャアがジオングに搭乗する際に会話した技官とされる。ゼブラゾーンのジオン残党の基地ヴァルーシカ防衛のためにシャアが搭乗、連邦軍のMS部隊を圧倒する。シャアは「確かに機動性は向上（あが）っている」と感想を述べている。その後、アムブロシアの資材不足のために解体命令が出される。
設定の経緯
『MSV』以前の書籍『TV版 機動戦士ガンダム ストーリーブック4』の表紙・裏表紙に大河原邦男によって描かれた図面風の正面図（膝から下は外形線のみ）が正式な初出であるが、それ以前からジオングに脚を付けるというアイデアはあり、模型雑誌『ホビージャパン』の読者投稿で、1/144の本機のプラモデルに1/100ドムの脚部を取り付けた作品が掲載された。漫画『プラモ狂四郎』でも同様の改造をおこなった「足付きジオング」が登場。「パーフェクトジオング」という名称も、製作者のサッキー竹田が主人公の京田四郎のパーフェクトガンダムに対抗して名乗ったものである（ただし脚部の形状はドムそのままであり、『MSV』版とは異なる）。また、その後マスターグレードで発売された本機のプラモデルには、『プラモ狂四郎』版が携行していた大型サーベルが付属した。なお、当時足つきジオングの消しゴム玩具も大小数種類発売されたが、デザインは大河原版のものであった。

#### パーフェクトジオングMK-II
漫画『プラモ狂四郎』に登場。プラモデルの改造で、宇宙世紀の機体ではない。
模型秘伝帳編の最終決戦「関ヶ原ウォーズ」の際、サッキー竹田が京田四郎との決着のために用意したオリジナルMS。外見と装備はかつて狂四郎と相対したパーフェクトジオングを踏襲しているが、サイズが通常のMSと同じである点が異なる。また、専用の槍を装備している。
あくまでも仮想現実の戦場であるため、内部のニクロム線を熱してボディーを膨張させて巨大化したり、まったく別のMSに入れ替わったりと、作品世界ならではのギミックが満載である。バックパックはそれ自体が独立したMAとなっており、本体が巨大化した状態でのみ合体する。

#### パーフェクトジオング（ジョニー・ライデン専用機）
ゲームブック『機動戦士ガンダム0080 消えたガンダムNT』に登場。
ジョニー・ライデンが搭乗する。装甲は真紅に塗られており、さらに右肩に「RB」の文字が記されている。脚部ユニットも有線ビーム砲として分離が可能である。サイド5付近の宙域でクリスティーナ・マッケンジーが搭乗する「ガンダムNT」と交戦するが、原作OVAとは展開が異なる。

### ジオング（MSN-03）
『MSV』に文字設定のみ登場。型式番号が変更されているが、名称は「ジオング」のままである。
MSN-02 ジオングの後継機で、エルメスのデータをもとに、ケーブルのない無線サイコミュにより、頭部、胸部、両腕部、腰部、両脚部の7つに分離し、それぞれによるオールレンジ攻撃が可能な設計となっている。また、MS-16X計画の「切り札」として「トルムプフ・イクス (Trumpf X)」というプロジェクトがあり、本機の計画がこれに当たるとする説もある。仕様書が提出された段階で一年戦争が終結したため、実質的な開発はおこなわれていない。なお、本機の型式番号はその後のネオ・ジオン軍のヤクト・ドーガに使用されている。

#### グレート・ジオング
ゲーム『SDガンダム GGENERATION SPIRITS』以降のシリーズに登場する機体（型式番号：MSN-03-2）。
MSN-02 ジオングの後継機となる大型モビルスーツ。脚部が存在し、肩部に大型バインダーを装備している。機体各部にメガ粒子砲を搭載し、対艦ミサイル、近接戦闘用に脚部ヒートクローを搭載。ジオングの有線操作アームの思想をさらに推し進め全身を7つに分離し、サイコミュで遠隔操作を行うことができる。サイコミュで遠隔操作している各パーツから一斉にメガ粒子砲を発射する攻撃は「ズィーベン・アングリフ」と呼ばれている。
一年戦争終盤に設計案が作成されていたが、終戦を迎えたためにお蔵入りとなっている。機体そのものは実現されることはなかったが、その思想はアクシズへ撤退したジオン軍残党によって受け継がれたとされている。
デザイナーは明貴美加。分離時の各パーツは、ジオン軍のMAを思わせるデザインとなっている。

### ジオング2号機
『RPGマガジン』連載（1998年9月号）のテーブルトークRPGリプレイ『ガンダム・カバード ネメシスの天秤』に登場（型式番号：MSN-02-2）。
ジオングの予備パーツをもとに、ニュータイプ・パイロットのテオ・キャスタリカ用にチューンした機体とされる。外観を確認できる資料はないが、スペックによれば腕部有線ビーム砲は腰部スカートへの移設を経て3基に増設され、代わりにビーム・ランサーが前腕部に計4基装備されており、肩部にはミサイル・ポッド（弾数8）が追加されている。なお、ジオングと同様に胸部と頭部のコックピットが連絡通路で繋がっている描写がある。

### 高機動型ジオング
ゲーム『機動戦士ガンダム ギレンの野望 ジオン独立戦争記』に登場する機体。
ジオングに高機動ブースターやスラスターを追加装備している。他には武装にプラズマリーダーも搭載。脚部は省略されたままで、宇宙戦に特化した機体という設定である。

### ジオング（サンダーボルト版）
漫画・アニメ『機動戦士ガンダム サンダーボルト』に登場するジオングは、肩や脇の下にスラスターが追加され、スカート内部のサブ・スラスターも5基から7基に増えている。作者の太田垣康男によれば、ジオングのデザインは気に入っていないが、少しでも形を崩すとジオングではなくなってしまうため、ディテールを変更しつつ頭部などの特徴的な部分はそのままにしたとのこと。
一年戦争末期のア・バオア・クー攻略戦の最中、連邦軍の特殊部隊がモニカ・ハンフリー大佐の命により、要塞内で建造中の機体（3機分、アニメ版では脚部ユニットも確認できる）を奪取・接収している。

#### パーフェクト・ジオング（サンダーボルト版）
漫画『サンダーボルト』に登場（型式番号：MSN-02）。脚ではなく3基の大型のプロペラントタンク兼ブースターが接続されている。初期デザイン案（デザイン協力：桜 水樹）では脚を付けたものもあったが、太田垣は原作の「あんなの飾りです」という台詞が「最高にいい」ので、そのまま脚を付けるのには抵抗があったという。また、パーフェクト・ガンダムではなく本機がブラウ・ブロと合体する案もあった。
一年戦争後に、連邦軍が接収したジオングのうち1機を改修した機体。前部スカートは追加・延長されて武器庫となっており、のちのジ・Oのように1対の隠し腕（サブ・アーム）をもつ。コックピットは球形の全天周囲モニターを採用、イオ・フレミング少尉とともに強化人間（肉体的強化は施されていない）の少女であるリリー・シェリーナも搭乗するためにシートは複座型のカプセル状であり、戦闘中のGに耐えられるよう内部は衝撃を吸収するジェルで満たされる。

### ジオングタイプMA
GUNDAM NEXT FUTURE PAVILION内で上映された「GUNDAM: Next Universal Century」に登場。
ジオングの最終型ともいえる自立制御型無人機。スペースデブリに偽装しながら、接近する船舶やMSを感知して攻撃する。通常のジオングと同じく下肢・脚部をもたないが、本体側の前腕と同型の腕部を先端に接続した機動攻撃腕4本を増設し、AMBAC性能を維持したまま火力を高めている。

## 関連機体

### キケロガ
テレビアニメ『機動戦士ガンダム』の構想案「トミノメモ」にて設定されていたジオン公国軍のニュータイプ専用MS（型式番号：MSN-01）。
「トミノメモ」によれば、ブラウ・ブロ的な機体とされ、当初シャア・アズナブルの機体として登場。ガンダムとの2度目の交戦で殲滅される（シャアは脱出）。その後、ギレン・ザビの意を受けたタブローの部隊が登場。和睦のためにホワイトベースを訪れたデギン・ソド・ザビを襲撃して戦死させるも、同部隊も戦艦デギンとともに壊滅する。
『ホビージャパン別冊 MOBILE SUIT Z GUNDAM』掲載のオリジナル・ストーリー「SHUTTLE GUNDAM」の注釈では、公国軍が一年戦争時に本土決戦に備えて計画されていたプランの一つとしてキケロガの名が挙がっているが、「キシリア専用MS」とされている。
後にツクダホビーのシミュレーションボードゲーム『ジークジオンシリーズ』の拡張キット「トワイライト オブ ジオン」でユニット化され、新たな設定と小さいながらデザイン画が与えられた。ジオングのプロトタイプにあたる機体であり、本土決戦に備えて開発が進められていたが、小型の機体に多くの装備を詰め込んだために設計に無理が生じ、開発は試作段階で中止されている。武装として、腕部にジオングと同様の有線誘導式メガ粒子砲を、両肩にこちらも有線誘導式の大型メガ粒子砲2門を装備。また、ジオングとは異なりガルバルディβに似た脚部を有している（胴体はジオングに、頭部はゲルググに似ている）。
ゲーム『SDガンダム GGENERATION』シリーズに登場しているものは『トワイライト オブ ジオン』の設定とデザインを基にしているが、ゲーム中にはその出典が記載されておらず、特定の作品に分類されていない。ここで初めて設定されたカラーリングは、ジオングと共通するものであった。

### MS-16X-1
ウェブサイト『魂ウェブ』の企画「MS開発秘録」（協力：小田雅弘）のジオングの解説に登場。"MS-16" の型式番号を冠するものの、ザメルと同様に欺瞞として使用されており、実際には有線誘導式サイコミュ搭載の「モビルアーマー」である。ア・バオア・クー陥落後の一部公国軍将校によるグラナダ撤退作戦で「ジオング」の出撃が視認されたという記録があるが、これは本機である可能性が高いとされる。

## 後継機

### グラン・ジオング
漫画『機動戦士ガンダム ムーンクライシス』に登場する機体。
ファンネルを無効化する特殊兵装「アンチ・ファンネル・システム」を備える。

### ネオ・ジオング
OVA版『機動戦士ガンダムUC』第7話に登場する機体。名前にジオングと付いてはいるが、実際にはシナンジュをコア・ユニットに据えた拠点攻略用巨大MAである。腰部に接続できるシュツルム・ブースターを有するが、脚部はない。

#### IIネオ・ジオング
劇場アニメ『機動戦士ガンダムNT』に登場する機体。上記ネオ・ジオングの同型機で、シナンジュ・スタインをコア・ユニットに据えた拠点攻略用巨大MAである。

### ジョング
漫画『機動戦士Vガンダム外伝』および『機動戦士クロスボーン・ガンダム ゴースト』に登場する機体。ザンスカール帝国がジオングを元に開発しており、腕部以外の分離機能をも有するが、脚部はない。